# Gerard Theo Bakker
Gerard Theo (Gé) Bakker (Makassar, voormalig Nederlands-Indië, 5 juni 1910 – Den Haag, 20 januari 1989) was een Nederlands geluidstechnicus en oprichter-eigenaar van de bekende geluidsopnamestudio GTB, die meer dan 50 jaar toonaangevend was op zijn gebied. Gé Bakker en zoon Erik hebben de geluidstechnieken aanzienlijk weten te verbeteren en hun studio werd daardoor de standaard voor de moderne HIFI opnamestudio.

## Leven
Gé Bakker werd geboren in Nederlands-Indië. Zijn vader was een gedecoreerd officier in het KNIL; de contacten met huis werden door briefwisseling onderhouden. Later kwam er een pathéphone, een grammofoonplaatspeler met een grote ronde hoorn waaruit de stem kwam. Gerard Bakker was nog jong en kreeg interesse in dit wonderlijke stuk techniek en het liet hem niet meer los.

Midden jaren 20 vertrok de familie Bakker naar Nederland waar Bakker zijn HBS-opleiding afmaakte. Zijn fascinatie voor het geluid, dat je kon bewaren en terug kon luisteren, bleef. Hij trouwde met Cornelia Wilhelmina Stenstra en er kwamen twee kinderen, Erik Axel (1939) en Evert-Jan (1946). Evert-Jan kwam in het bankwezen terecht. Erik assisteerde zijn vader in de studio, waar hij steeds meer de technische leiding kreeg.

## De start van GTB
In 1929 richtte Bakker aan het Thomsonplein te Den Haag de studio GTB op. De naam is gebaseerd op de voorletters van Gerard Theo Bakker, maar staat officieel voor "Geluids Technisch Bureau". Na 1945 verhuisde hij naar een statig herenhuis aan de Haagse Jan van Nassaustraat, waar op de bel-etage de opnamestudio werd gevestigd. In het souterrain bevond zich het kantoor en de familie vertoefde op de bovengelegen etages. Als autodidact was Bakker een van Nederlands geluidspioniers. Hij bekwaamde zich op velerlei gebied. Hij trainde zijn gehoor en verbeterde zijn vermogen fijn-mechanische, elektronische en werktuigbouwkundige problemen op te lossen. Zijn geluidsopnamen vonden zowel binnens- als buitenshuis plaats.

## Professioneel
Gerard Bakker schafte steeds de modernste professionele apparatuur aan. Toen de stomme film werd vervangen door de geluidsfilm, schafte Bakker een projector aan. Op grammofoonplatengebied schafte hij platensnijmachines voor 78 toeren aan en een machine voor de minigroevensnijding op 33 en 45 toerenplaten. In zijn studio werden vanaf dat moment opnamen gemaakt voor vele grammofoonplatenmaatschappijen, bedrijven en particulieren. Geluid bij films werd zeer professioneel aangepakt, lipsynchroon en een helder geluid waren een vereiste. Gé Bakker investeerde ook sterk in geluidsinstallaties. De meeste zaken werden in eigen beheer ontwikkeld en gebouwd. Technische apparatuur werd aangeschaft, maar de installatie ervan werd zelf gedaan. Gé Bakker ontwikkelde een aanzienlijke kennis van het vakgebied.

## Technieken

### Theatersystemen
De zogenaamde "Ampel", met een grote hoeveelheid precies afstralende luidsprekerunits, werd per geval geproduceerd. De zaal werd opgemeten, de demping berekend en het vermogen bepaald. De ervaringen uit het verleden werden toegepast. Luisterproeven en dB-metingen werden daarna uitgevoerd en de resultaten aan de documentatiemap toegevoegd.

### Openluchtsystemen voor spraak
Voor buiteninstallaties en spraakweergave ontwierp Bakker zeer hoge driepotige stabiele statieven, waarop acht hoornluidsprekers gemonteerd werden. Zijn grote vrachtbus, waarop een stel enorme multiplex hoornluidsprekers konden worden gemonteerd, was zeer bekend; de Bescherming Bevolking maakte er gebruik van om het volk te instrueren bij calamiteiten.

### Systemen voor binnen en buiten
Muziekweergave gebeurde met conusluidsprekers. Het vermogen per luidsprekerunit was niet groot. Er werd dus een combinatie gemaakt met meerdere luidsprekers in een behuizing. Een efficiënt systeem was de luidsprekerzuil (Engels: array). De afstraling nam toe als er meerdere luidsprekerunits in een rechte lijn werden gemonteerd (de Line Array). Gerard Bakker paste dit principe toe. De Line Array in veelvoud opgehangen en goed uitgericht, maakte zeer grote installaties mogelijk. Om de stroom door de kabels te beperken, werd de versterkerspanning omhoog getransformeerd naar 100 volt en in de luidsprekersystemen weer teruggebracht met een lijntransformator. Door een keuzeschakelaar was het mogelijk het opgenomen vermogen per luidspreker afzonderlijk te regelen.

### Drukkamerarray voor grote muzieksystemen
Gerard Bakker ontwikkelde zeer compacte luidsprekerarrays waarin vier 12-inch-dubbelconusluidsprekers gemonteerd waren. Het frequentiebereik was 35-17.000 Hz. De gevoeligheid was 93 dB/W/m per luidsprekerunit. De array was 6 dB beter, door het toepassen van vele arrays werd dit nog verhoogd. Het nadeel was dat de arrays flink wat kilo's wogen. Dit was weer goed voor de versnelling van de luidsprekerconus ten opzichte van het geheel. De conusuitslag was aanzienlijk. De gebruikte luidsprekerunits waren van gerenommeerde Engelse en Amerikaanse luidsprekerfabrikanten. Het gemiddelde geluidsniveau in de ruimte was ruim 90 dB; zelfs nu is dit een zeer respectabele waarde. De artiesten die live optraden waren enthousiast.

### De Neumann U67 met GTB-modificatie
Bakker paste de hoofdzangmicrofoon van zijn studio (een zeer dure Neumann) elektronisch aan door de elektronenbuisschakeling te vervangen door een nuvistor. Deze microfoon presteerde daardoor beter dan de oorspronkelijke microfoon.

## De studio en zijn gasten
In de GTB-studio maakten vele artiesten hun eerste opname. De registraties werden op de plaat gezet en uitgebracht. GTB was een vooraanstaand bedrijf in de wereld van het geluid. Kort na de oorlog konden ook particulieren een eigen plaatje laten opnemen. De excentrieke Koningin van Voorburg was een van die gasten. Artiesten als Eddy Christiani, Tonny Eyk, Arie Maasland, het Malando Orkest, The Moochers o.l.v. Boy Edgar en het Metropole Orkest behoorden tot de vaste gasten. Na 1960 namen ook diverse Nederlandse popgroepen er hun platen op. Bekende namen zijn onder anderen Peter Koelewijn and his Rockets, Q65, Golden Earring, Eddy Christiani, Johan Cruijff, Rutger Hauer, Livin' Blues, US 66 - Hoek van Holland, Mariska Veres, Neil Sedaka, The Shoes, Supersister, de Kilima Hawaiians met hun zanger Theo Ehrlicher, die een goede vriend werd, Tee Set, Albert West, The Outsiders met hun zanger Wally Tax, Earth & Fire en the Dutch Swing College Band met Peter Schilperoort, maar ook woordkunstenaar Otto Sterman.
Toen het pionieren voorbij was, werd de studio van Pa Bakker steeds meer een instituut. Men zocht naar microfoonopstellingen en de juiste microfoons om de geproduceerde toon op de gevoelige plaat vast te leggen. Technisch waren zij zeer vooruitstrevend en vernieuwend. Belangrijk daartoe was ook de eigen ontwikkelingsafdeling in het souterrain. Daar werden de mengtafels en luidsprekersystemen ontworpen en geproduceerd. Hier werd tot begin jaren tachtig flink doorgewerkt, want de ontwikkelingen stonden niet stil. Het pionieren was bewust ontwikkelen geworden, wat je niet kon kopen maakte je zelf. Zijn technische kennis en interesse stond garant tot het vastleggen van kristalhelder geluid op grammofoonplaten, films en in het bioscoopjournaal. Daartoe werd voortdurend geïnvesteerd. De studio die begin jaren 60 nog een 3-sporentechniek kende, was eind jaren 60 een 24-sporenstudio geworden. De meeste apparatuur was van eigen fabricaat. De mengtafel was een geheel eigen product, de meersporenbandrecorders werden als loopwerk aangekocht en van extra elektronica voorzien.
Op de bandsporen waarop rusten geschreven waren en dus geen muzieksignaal stond, werd een door GTB ontwikkelde, vroege vorm van de hedendaagse gate gebruikt om de bandruis van dit stille spoor te onderdrukken. Het gebeurde met behulp van gekalibreerde schakelende meetversterkers en optocouplers, die het bandspoor signaal klikloos afstopten of doorlieten.

## Buiten de studio
Theaters die zelf nog geen geluidssysteem hadden vroegen om assistentie. Bakker leverde geluidstechniek naar behoefte. De opening van het vernieuwde Schiphol werd door GTB van geluid voorzien, The Skymasters met Greetje Kauffeld op het podium in de ontvangsthal, het Trio Pim Jacobs met Rita Reys in de bar en Shirley Zwerus een dag later bij een diner. De zaalversterking was een belangrijke inkomstenbron van het bedrijf. Toen Gerard Bakker de televisieactie Open het dorp mede sponsorde, werd in die wereld de naam van Bakker gevestigd. Na een verzoek van een organisator om in de kuip voldoende geluid te creëren bij een gepland optreden van José Feliciano, kwam Gé Bakker na een berekening tot de conclusie dat zij het konden leveren. Dit was in 1973.
Andere optredens die werden verzorgd, waren: The Beatles - Blokker, The Rolling Stones - Kurhaus, Concertgebouw (Amsterdam)Aretha Franklin 1968, Tom Jones, Simon and Garfunkel en Snip en Snap - Carré, Sammy Davis jr. - Concertgebouw, Caterina Valente, Enrico Macias - Orpheus Apeldoorn, Toon Hermans, Mies Bouwman met onder andere de 1 van de 8 tv-show in de Kurzaal en Sjef van Oekel, The Original Glenn Miller Orchestra onder leiding van Buddy DeFranco. Bij het Grand Gala du Disque met een uniek optreden van Marlene Dietrich, was dit succes mede te danken aan Pa Bakker die de microfoon tot haar genoegen op hoogte van haar mond bracht. Bij The Gala of the Year eiste impresario Lou van Rees dat Gé Bakker het geluid verzorgde. Op paleis Soestdijk zorgde Gé Bakker regelmatig voor het geluid bij de aubade op 30 april.

## De gloriedagen en het slot
De studio nam een grote vlucht toen zoon Erik in het bedrijf kwam. Hij had een technische opleiding en nam de leiding van de studio voor zijn rekening. De studio groeide en bloeide vanaf dat moment tot eind jaren 70. Bakker senior moest het om gezondheidsredenen rustiger aan gaan doen en na enig onderhandelen werd de studio overgenomen door Hans Vermeulen, die als muzikant en producer veel gebruik maakte van de GTB-studio. Zijn beheer was slechts van korte duur en vervolgens werd de studio ontruimd.

## Trivia
- Gé Bakker werd Pa Bakker genoemd doordat zoon Erik hem zo noemde. Degenen die Bakker senior van dichtbij kenden, namen die bijnaam over.
- Bij een optreden van Tom Jones in Theater Carré in 1973, onderbrak de artiest zijn show om Gé Bakker te complimenteren en te bedanken voor "the perfect sound".
- Gé Bakker nam in het gebouw van K&W in Den Haag jazzmuziek op. In zijn studio vonden nachtelijke opnamen plaats van jazz- en Amerikaanse bandmuziek. Dit vond plaats in de periode 1941-1945, het was toen echter niet toegestaan Amerikaanse muziek te produceren en ten gehore te brengen.
- Bij de troonswisseling van Koningin Wilhelmina en prinses Juliana voorzag Gé Bakker de opgenomen kleurenfilm van geluid.
- De dag na de geboorte van Prins Willem-Alexander produceerde Gé Bakker een kartonnen 45 toerenplaat waarop aan de ene zijde de afbeelding van Kasteel Drakensteijn en aan de andere kant geluid.
- Bij de aankondiging van de verloving van Prinses Juliana met Bernhard van Lippe-Biesterfeld maakte Gé Bakker opnamen die later historisch bleken.
- De intocht van Winston Churchill in Den Haag werd door Gé Bakker uitversterkt en opgenomen.
- In de GTB-opnamestudio werden in de begintijd van de zeezender Radio Veronica banden opgenomen. Deze werden naar Scheveningen gereden en aan boord gebracht.
- Het Haags Gemeentearchief bezit een groot aantal opnamen die door Gé Bakker zijn gemaakt, soms in opdracht van de gemeente Den Haag. De zoekterm in dit archief is "GTB opnamestudio".
- In het fundament van het inmiddels gesloopte Haags gemeentehuis was een grammofoonplaat ingemetseld in een loden behuizing. Bij de sloop is die weer tevoorschijn gekomen en de uitgesproken opname was nog kristalhelder.